# Книпхоф, Иоганн Иероним
Иоганн Иероним Книпхоф (нем. Johann Hieronymus Kniphof; 24 февраля 1704, Эрфурт — 23 января 1763, Эрфурт) — немецкий ботаник, врач, профессор анатомии, хирургии и ботаники, ректор университета Эрфурта.

## Биография
Иоганн Иероним Книпхоф родился в Эрфурте 24 февраля 1704 года.
С 1727 года он принимал активное участие в Эрфурте как врач и приват-доцент по медицине. Книпхоф был профессором анатомии, хирургии и ботаники в Эрфурте. Иоганн Иероним Книпхоф был назначен деканом медицинского факультета. С 1761 года он был ректором университета Эрфурта.
Иоганн Иероним Книпхоф умер в Эрфурте 23 января 1763 года.

## Научная деятельность
Иоганн Иероним Книпхоф специализировался на водорослях и семенных растениях.

## Публикации
- Johannis Hieronymi Kniphofs Botanica in originali pharmacevtica. Kniphof, Johann Hieronymus. — Rudolstadt: Hain-Verl., 1996, [Nachdr. der Ausg.] Erfurt, Funckens, 1733 / [Überarb. der Pflanzenlisten: Peter Hanelt. Hrsg. in Zusammenarbeit mit: Gesellschaft zur Förderung der Europäischen Universität Erfurt e.V.; Wissenschaftliche Allgemeinbibliothek Erfurt], 1. Aufl.[2]
- Joh[annis] Hieron[ymi] Kniphofs Antwort auf Herrn Franc[isci] Ernest [i] Brückmanns Send-Schreiben, die Kräuter nach dem Leben abzudrucken und dieselben in ihrer natürlichen Gestalt und Groesse sauber abgebildet, zu allgemeinen Nutzen anzuvvenden betreffend. Kniphof, Johann Hieronymus. — Erfurt: [s.n.], 1733[2].

## Почести
Род растений Книпхофия был назван в его честь.